# Campeonato Mundial de Atletismo Sub-20 de 2018 - 400 m masculino
A prova dos 400 metros masculino do Campeonato Mundial de Atletismo Sub-20 de 2018 ocorreu entre os dias 11 e 13 de julho no Estádio de Tampere  em Tampere, na Finlândia. 

## Recordes
Antes desta competição, os recordes mundiais e do campeonato nesta prova eram os seguintes:
|     | Nome               | Nacionalidade  | Tempo | Local    | Data                   |
| --- | ------------------ | -------------- | ----- | -------- | ---------------------- |
| WJR | Steve Lewis        | Estados Unidos | 43.87 | Seul     | 28 de setembro de 1988 |
| CR  | Hamdan Al-Bishi    | Arábia Saudita | 44.66 | Santiago | 20 de outubro de 2000  |
| WJL | Christopher Taylor | Jamaica        | 44.88 | Kingston | 24 de junho de 2018    |

## Medalhistas
| Ouro                  | Prata                    | Bronze               |
| Jonathan Sacoor (BEL) | Christopher Taylor (JAM) | Chantz Sawyers (JAM) |

## Cronograma
Todos os horários são locais (UTC+2).
| Data        | Hora  | Evento    |
| ----------- | ----- | --------- |
| 11 de julho | 11:20 | Bateria   |
| 12 de julho | 19:40 | Semifinal |
| 13 de julho | 20:35 | Final     |

## Resultados

### Bateria
Qualificação: Os 3 primeiros de cada bateria (Q) e os 3 tempos mais rápidos (q). 
| Posição | Bateria | Atleta                  | Nacionalidade        | Tempo | Notas           |
| ------- | ------- | ----------------------- | -------------------- | ----- | --------------- |
| 1       | 5       | Jonathan Jones          | Barbados             | 46.05 | Q,              |
| 2       | 6       | Christopher Taylor      | Jamaica              | 46.14 | Q               |
| 3       | 6       | Edoardo Scotti          | Itália               | 46.52 | Q,              |
| 4       | 4       | Chantz Sawyers          | Jamaica              | 46.52 | Q               |
| 5       | 2       | Jonathan Sacoor         | Bélgica              | 46.56 | Q               |
| 6       | 3       | Aruna Dharshana         | Sri Lanka            | 46.81 | Q               |
| 7       | 7       | Myles Misener-Daley     | Canadá               | 46.87 | Q               |
| 8       | 6       | Ricky Petrucciani       | Suíça                | 47.03 | Q, NJR          |
| 9       | 3       | Bruno Silva             | Brasil               | 47.05 | Q               |
| 10      | 2       | Matěj Krsek             | Chéquia              | 47.05 | Q               |
| 11      | 6       | Christian Davis         | Austrália            | 47.07 | q               |
| 12      | 5       | Howard Fields           | Estados Unidos       | 47.08 | Q               |
| 13      | 3       | Klaudio Gjetja          | Itália               | 47.09 | Q,              |
| 14      | 1       | Khamal Stewart-Baynes   | Canadá               | 47.10 | Q               |
| 15      | 5       | Jean Paul Bredau        | Alemanha             | 47.11 | Q               |
| 16      | 2       | Alfredo Jimenez         | Espanha              | 47.12 | Q,              |
| 17      | 7       | Umajesty Williams       | Estados Unidos       | 47.16 | Q               |
| 18      | 2       | Ilhwan Mo               | Coreia do Sul        | 47.23 | q               |
| 19      | 7       | Kennedy Luchembe        | Zâmbia               | 47.25 | Q               |
| 20      | 4       | Gabriel Louw            | África do Sul        | 47.32 | Q               |
| 21      | 4       | Szymon Kreft            | Polónia              | 47.35 | Q               |
| 22      | 4       | Boško Kijanović         | Sérvia               | 47.42 | q,              |
| 23      | 1       | Musa Isah               | Bahrein              | 47.50 | Q               |
| 24      | 7       | Leon Tafirenyika        | Zimbabwe             | 47.55 |                 |
| 25      | 3       | Jure Grkman             | Eslovénia            | 47.56 |                 |
| 26      | 1       | Antonio Grant           | Panamá               | 47.64 | Q               |
| 27      | 5       | Iļja Petrušenko         | Letónia              | 47.66 |                 |
| 28      | 6       | Laban Kiplangat         | Quénia               | 47.69 |                 |
| 29      | 5       | Ondřej Holub            | Chéquia              | 47.71 |                 |
| 30      | 5       | Onal Mitchell           | Trindade e Tobago    | 47.77 |                 |
| 31      | 6       | Lovro Mesec Košir       | Eslovénia            | 47.88 |                 |
| 32      | 2       | Milad Naseh Jahani      | Irã                  | 47.91 |                 |
| 33      | 7       | Alaeddine Kebsi         | Tunísia              | 47.96 |                 |
| 34      | 2       | Slimane Moula           | Argélia              | 47.97 |                 |
| 35      | 4       | Ngoni Joel Chadyiwa     | Zimbabwe             | 48.04 |                 |
| 36      | 4       | Shuji Mori              | Japão                | 48.12 |                 |
| 37      | 2       | Daichi Sawa             | Japão                | 48.15 |                 |
| 38      | 1       | Correy Sherrod          | Bahamas              | 48.22 |                 |
| 39      | 5       | Rija Vatomanga Gardiner | Madagascar           | 48.31 |                 |
| 40      | 6       | Sebastian Jakubowski    | Polónia              | 48.39 |                 |
| 41      | 1       | Abdurahman Abdo         | Etiópia              | 48.46 |                 |
| 42      | 3       | . Gaurav                | Índia                | 48.61 |                 |
| 43      | 7       | Stefano Antoine Bibi    | Seicheles            | 48.92 | Recorde pessoal |
| 44      | 3       | Mihai Cristian Pîslaru  | Roménia              | 49.74 |                 |
|         | 3       | Colby Jennings          | Ilhas Turks e Caicos | DNF   |                 |
|         | 7       | Melkamu Assefa          | Etiópia              | DSQ   |                 |
|         | 4       | Joshua Hartmann         | Alemanha             | DNS   |                 |
|         | 1       | João Coelho             | Portugal             | DNS   |                 |
|         | 1       | Ahmed Abdullah Al Yaari | Iémen                | DNS   |                 |

### Semifinal
Qualificação: Os 2 primeiros de cada bateria (Q) e os 2 tempos mais rápidos (q). 
| Posição | Bateria | Atleta                | Nacionalidade  | Tempo | Notas           |
| ------- | ------- | --------------------- | -------------- | ----- | --------------- |
| 1       | 1       | Jonathan Sacoor       | Bélgica        | 45.72 | Q, NJR          |
| 2       | 2       | Edoardo Scotti        | Itália         | 45.84 | Q, NJR          |
| 3       | 3       | Christopher Taylor    | Jamaica        | 46.18 | Q               |
| 4       | 1       | Chantz Sawyers        | Jamaica        | 46.19 | Q               |
| 5       | 2       | Jonathan Jones        | Barbados       | 46.22 | Q               |
| 6       | 3       | Khamal Stewart-Baynes | Canadá         | 46.38 | Q               |
| 7       | 3       | Howard Fields         | Estados Unidos | 46.53 | q               |
| 8       | 2       | Myles Misener-Daley   | Canadá         | 46.53 | q               |
| 9       | 1       | Matěj Krsek           | Chéquia        | 46.59 | NJR             |
| 10      | 2       | Umajesty Williams     | Estados Unidos | 46.72 |                 |
| 11      | 1       | Bruno Silva           | Brasil         | 46.74 |                 |
| 12      | 3       | Szymon Kreft          | Polónia        | 46.74 |                 |
| 13      | 3       | Aruna Dharshana       | Sri Lanka      | 46.75 |                 |
| 14      | 2       | Alfredo Jimenez       | Espanha        | 46.93 | Recorde pessoal |
| 15      | 3       | Musa Isah             | Bahrein        | 46.94 |                 |
| 16      | 1       | Klaudio Gjetja        | Itália         | 47.10 |                 |
| 17      | 2       | Kennedy Luchembe      | Zâmbia         | 47.35 |                 |
| 18      | 1       | Ricky Petrucciani     | Suíça          | 47.39 |                 |
| 19      | 2       | Gabriel Louw          | África do Sul  | 47.63 |                 |
| 20      | 3       | Jean Paul Bredau      | Alemanha       | 47.70 |                 |
| 21      | 1       | Christian Davis       | Austrália      | 47.86 |                 |
| 22      | 2       | Boško Kijanović       | Sérvia         | 48.15 |                 |
| 23      | 1       | Antonio Grant         | Panamá         | 48.23 |                 |
|         | 3       | Ilhwan Mo             | Coreia do Sul  | DSQ   |                 |

### Final
A prova final foi realizada no dia 13 de julho às 20:35. 
| Posição           | Raia | Atleta                | Nacionalidade  | Tempo | Notas |
| ----------------- | ---- | --------------------- | -------------- | ----- | ----- |
| Medalha de ouro   | 5    | Jonathan Sacoor       | Bélgica        | 45.03 | NJR   |
| Medalha de prata  | 6    | Christopher Taylor    | Jamaica        | 45.38 |       |
| Medalha de bronze | 4    | Chantz Sawyers        | Jamaica        | 45.89 |       |
| 4                 | 3    | Edoardo Scotti        | Itália         | 46.20 |       |
| 5                 | 2    | Howard Fields         | Estados Unidos | 46.53 |       |
| 6                 | 7    | Khamal Stewart-Baynes | Canadá         | 46.79 |       |
| 7                 | 1    | Myles Misener-Daley   | Canadá         | 47.03 |       |
| 8                 | 8    | Jonathan Jones        | Barbados       | 48.01 |       |

Legenda
| Recorde mundial       | Recorde mundial (World record)               |                       | Recorde africano                      | Recorde africano (African) |                                           | Q | Classificado por posição (Qualified) |
| Recorde do campeonato | Recorde do campeonato (Championship record)  | Recorde da América    | Recorde da América (Americas)         | q                          | Classificado por melhor tempo (Qualified) |   |                                      |
| Melhor marca do ano   | Melhor marca do ano (World leading)          | Recorde asiático      | Recorde asiático (Asian)              | DNS                        | Não largou (Did not start)                |   |                                      |
| Recorde nacional      | Recorde nacional (National record)           | Recorde europeu       | Recorde europeu (European)            | DNF                        | Não terminou (Did not finish)             |   |                                      |
| Recorde pessoal       | Recorde pessoal do atleta (Personal best)    | Recorde da Oceania    | Recorde da Oceania (Oceania)          | DSQ / DQ                   | Desclassificado (Disqualified)            |   |                                      |
| Recorde da temporada  | Recorde da temporada do atleta (Season best) | Recorde sul-americano | Recorde sul-americano (South America) | NM                         | Sem marca (No mark)                       |   |                                      |